# ガブリエル・エインセ
ガブリエル・イバン・エインセ（Gabriel Iván Heinze, 1978年4月19日 - ）は、アルゼンチン・エントレ・リオス州出身の元同国代表サッカー選手、現サッカー指導者。現役時代のポジションはディフェンダー（左サイドバック、センターバック）。
パリ・サンジェルマンFCに所属していた時に名声を高め、2004年に移籍したマンチェスター・ユナイテッドFCとレアル・マドリードでは合わせて3つの主要なタイトルを手にした。ドイツ人の父とイタリア人の母の間に生まれたことから、「グリンゴ（アルゼンチンのスペイン語で外国人を意味する）」のあだ名を持つ。グスタボとセバスティアンの2人の兄弟がいる。ヴォルガ・ドイツ人の血を引いており、イタリアのパスポートを所持している。

## クラブ経歴

### デビューそしてスペインへ
14歳でニューウェルズ・オールドボーイズの下部組織へ入団し、1997年にプロデビューを果たした。このシーズンは8試合に出場したのみであったが、複数のヨーロッパのクラブの関心を集め、1998年1月1日にスペインのレアル・バリャドリードと契約を結んだ。しかし最初のシーズンは1試合も出場機会を得られず、7月1日にポルトガルのスポルティングCPにレンタル移籍することになった。
バリャドリードに復帰した1998-99シーズンは18試合に出場し、翌シーズンはクラブのトップリーグ残留に貢献する活躍を見せ、レギュラーとして36試合に出場した。

### PSG
2001年7月1日にフランスのパリ・サンジェルマンFCへ移籍し、最初のシーズンは同胞のマウリシオ・ポチェッティーノとのコンビでリーグ最少となる24失点を記録した。PSGでは在籍3シーズンで100試合以上に出場し、2003-04シーズンにはクープ・ドゥ・フランスのタイトルを獲得した。

### マンチェスター・ユナイテッド
2004年6月22日、690万ポンドの移籍金でイングランドのマンチェスター・ユナイテッドFCへ移籍した。デビュー戦となったのは9月11日に行われ、2-2で引き分けたボルトン・ワンダラーズFC戦であり、すぐにユナイテッドの左サイドバックのポジションを掴むと、ファンから「アルゼンティナ！」のチャントが送られるようになり、ファン投票によりクラブの最優秀選手に選ばれた。
2005年9月14日に行われたチャンピオンズリーグのビジャレアル戦で大怪我を負い、残りのシーズンを欠場することになったが、そのシーズン、エインセはチャンピオンズリーグ予備予選のデブレツェニ戦のセカンドレグで2ゴールを挙げるなどの活躍をしていた。2006年春にリザーブチームの試合に復帰したが、復帰3戦目の試合で負傷してしまい、トップチームに戻ることは出来なかった。この怪我を受けてクラブはASモナコのパトリス・エヴラと契約を結び、彼が左サイドバックのレギュラーとしてプレーするようになった。
2006-07シーズンに復帰したエインセは、サイドバックとセンターバックを務め、チームの中心選手として起用されるようになり、チームのプレミアリーグ優勝に貢献し、シーズン最後のチェルシー戦 とウェストハム・ユナイテッド戦の2試合でキャプテンを務めた。
翌シーズンは出場機会が減少することが予想され、アレックス・ファーガソン監督からあまり期待されていないと感じたエインセは、シーズンオフに最大のライバルであるリヴァプールFCへの移籍を要求したが、ユナイテッドは680万ポンド程度といわれているオファーを拒絶した。

### レアル・マドリード
2007年8月22日にレアル・マドリードと4年間の契約を結び、デビッド・ベッカム、ルート・ファン・ニステルローイに続いてユナイテッドからマドリーに移籍した3人目の選手になった（移籍金は800万ポンド）。2007年9月7日に行われたビジャレアル戦でラウル・ゴンサレスと交代で出場し、デビューを果たした。センターバックにはファビオ・カンナヴァーロとぺぺが、左サイドバックにはマルセロがそれぞれ君臨していたが準レギュラーとして20試合に出場し、2年連続となるリーガ・エスパニョーラ優勝メンバーとなった。
翌シーズンも準レギュラーとして多くの試合に出場したが、スーペルコパ・デ・エスパーニャのタイトルを獲得するに留まり、2009年5月2日のFCバルセロナとのエル・クラシコでは2-6で惨敗する屈辱も味わい、バルセロナに王座を譲った。

### マルセイユ
7月30日、オリンピック・マルセイユに移籍し、PSGに在籍した2003-04シーズン以来6シーズンぶりのフランス復帰となった。移籍金150万ユーロで2年間の契約を結び、アルゼンチン代表のチームメイトであるルチョ・ゴンサレスと同じクラブでプレイすることになった。マルセイユでの最初のシーズンは27試合に出場して自己最多の4ゴールを挙げた。この年は18年ぶりにリーグ優勝を果たし、クープ・ドゥ・ラ・リーグでも初優勝して2つの国内タイトル獲得に貢献した。
2010年3月27日に行われたクープ・ドゥ・ラ・リーグ決勝のFCジロンダン・ボルドー戦ではスターティングメンバーとして出場し、初優勝とともに1993年以来のタイトル獲得に貢献した。18年ぶりのリーグ優勝を決めた5月7日のスタッド・レンヌ戦では先制ゴールを記録し、マルセイユに歓喜をもたらした。監督であったディディエ・デシャンは「驚異的だった」とシーズンを振り返った。
翌シーズンもチームの中心選手としてプレイし、2011年3月20日に行われた古巣PSGとのフランスダービーではフリーキックからゴールを挙げ2-1の勝利に貢献した。
6月1日、クラブ公式サイトで契約満了によりシーズン終了後にクラブを去ると明らかにした。

### ローマ

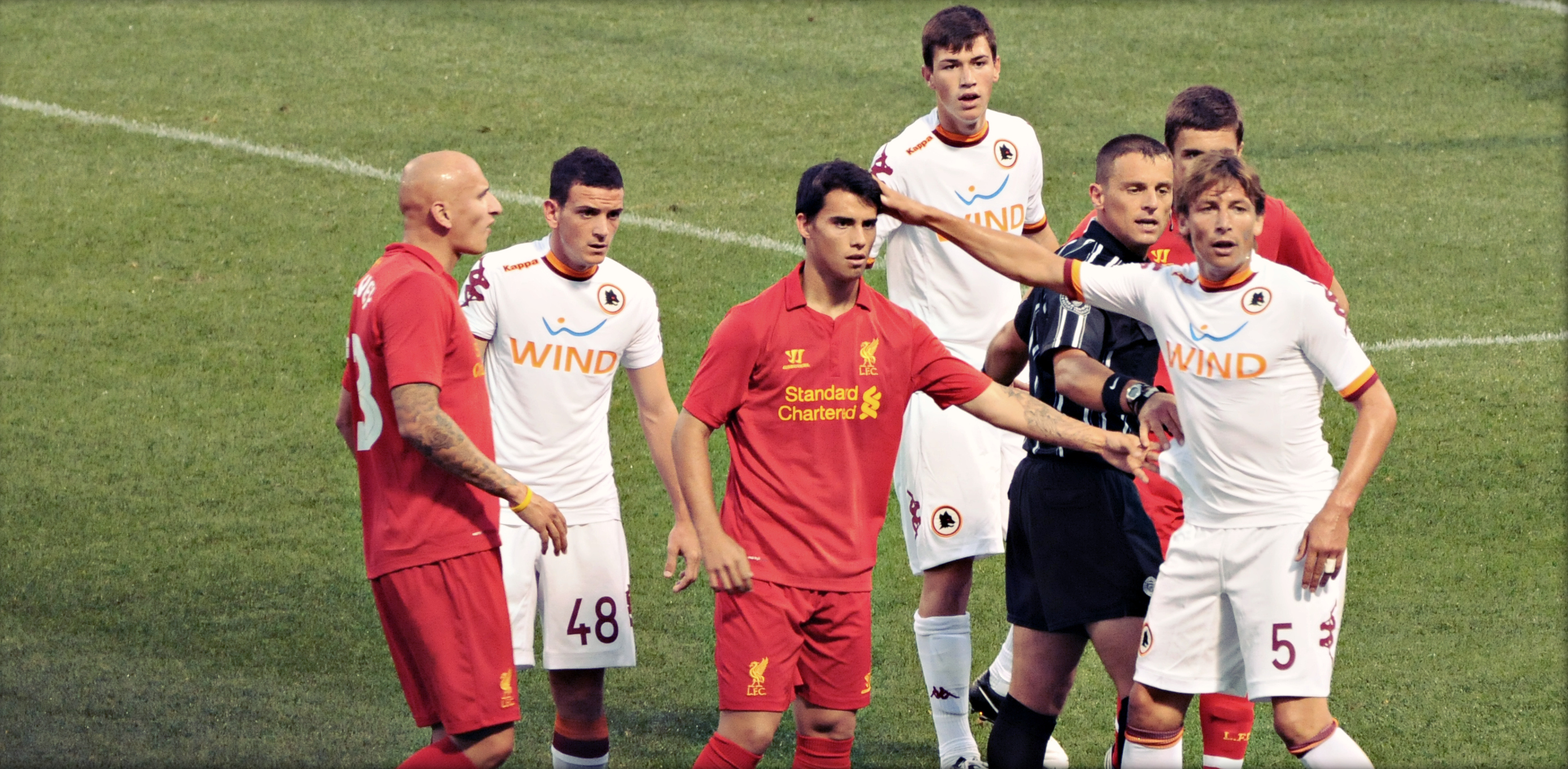
ローマでプレーするエインセ (右)

7月22日にイタリアのASローマに加入することが明らかになった。これにより、スペイン・イングランド・イタリアの「三大リーグ」全てに在籍した選手となった。1年契約での加入となったが、25試合以上の出場で自動的に契約延長されるオプションが付いた。
ローマでは同じく新加入のシモン・ケアーを抑えてセンターバックの定位置を確保して30試合に出場し、無事に契約が1年延長されることとなった。しかし、シーズン終了後の2012年5月11日にルイス・エンリケ監督が辞任。6月4日に就任したズデネク・ゼーマン監督には一転して構想外として扱われ、8月10日に契約を解消した。

### 古巣復帰
8月11日、古巣ニューウェルズへ14年ぶりに復帰した。
2014年3月21日、怪我のため今シーズン限りでの現役引退を表明した。

## 代表経歴

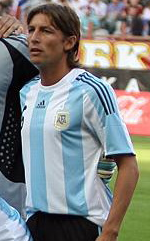
アルゼンチン代表でプレーするエインセ

2003年4月30日に行われたリビアとの親善試合でA代表デビュー。翌年にはアテネオリンピックに出場し、金メダル獲得に貢献。6-0で勝利したセルビア・モンテネグロ戦ではゴールを挙げている。
2005-06シーズンは怪我により多くの試合を欠場したが、2006 FIFAワールドカップのメンバーに選出された。アルゼンチン代表は準々決勝で開催国のドイツと対戦し、PK戦の末に敗れた。
2010 FIFAワールドカップではアルゼンチン代表の5試合の内4試合に出場し、ナイジェリア戦でその試合唯一となるゴールを挙げた。

## 指導者時代
2015-16シーズンよりCDゴドイ・クルス・アントニオ・トンバの監督に招聘された。しかし成績不振のため2016年9月26日に解任された。翌シーズンよりAAアルヘンティノス・ジュニアーズの指揮官に就任。クラブをプリメーラB・ナシオナル優勝に導いたが、シーズン終了後に辞任することを表明した。
2020年12月18日、アトランタ・ユナイテッドFCの監督に就任した。2021年7月18日、成績不振により解任。練習中に水を飲ませないなどのパワハラ指導も解任の一因とされている。
2025年7月8日、カルロス・クエスタが監督就任で退団した後釜としてアーセナルFCのアシスタントコーチに就任することが公式発表された。

## 個人成績
| クラブ成績   | クラブ成績         | クラブ成績       | リーグ | リーグ | カップ       | カップ       | リーグ杯 | リーグ杯 | 国際大会   | 国際大会   | 通算 | 通算 |
| シーズン     | クラブ             | リーグ           | 出場   | 得点   | 出場         | 得点         | 出場     | 得点     | 出場       | 得点       | 出場 | 得点 |
| アルゼンチン | アルゼンチン       | アルゼンチン     | リーグ | リーグ | カップ       | カップ       | リーグ杯 | リーグ杯 | 南米       | 南米       | 通算 | 通算 |
| ------------ | ------------------ | ---------------- | ------ | ------ | ------------ | ------------ | -------- | -------- | ---------- | ---------- | ---- | ---- |
| 1997-98      | ニューウェルズ     | プリメーラ       | 8      | 0      | 0            | 0            | 0        | 0        | 0          | 0          | 8    | 0    |
| スペイン     | スペイン           | スペイン         | リーグ | リーグ | 国王杯       | 国王杯       | リーグ杯 | リーグ杯 | ヨーロッパ | ヨーロッパ | 通算 | 通算 |
| 1997-98      | バリャドリード     | プリメーラ       | 0      | 0      | 0            | 0            | 0        | 0        | 0          | 0          | 0    | 0    |
| ポルトガル   | ポルトガル         | ポルトガル       | リーグ | リーグ | ポルトガル杯 | ポルトガル杯 | リーグ杯 | リーグ杯 | ヨーロッパ | ヨーロッパ | 通算 | 通算 |
| 1998-99      | スポルティングCP   | スーペル・リーガ | 5      | 1      | 1            | 0            | 0        | 0        | 0          | 0          | 6    | 1    |
| スペイン     | スペイン           | スペイン         | リーグ | リーグ | 国王杯       | 国王杯       | リーグ杯 | リーグ杯 | ヨーロッパ | ヨーロッパ | 通算 | 通算 |
| 1999-00      | バリャドリード     | プリメーラ       | 18     | 0      | 0            | 0            | 0        | 0        | 0          | 0          | 18   | 0    |
| 2000-01      | バリャドリード     | プリメーラ       | 36     | 1      | 0            | 0            | 0        | 0        | 0          | 0          | 36   | 1    |
| フランス     | フランス           | フランス         | リーグ | リーグ | フランス杯   | フランス杯   | リーグ杯 | リーグ杯 | ヨーロッパ | ヨーロッパ | 通算 | 通算 |
| 2001-02      | PSG                | リーグ1          | 31     | 0      | 0            | 0            | 0        | 0        | 2          | 0          | 33   | 0    |
| 2002-03      | PSG                | リーグ1          | 35     | 2      | 0            | 0            | 0        | 0        | 4          | 0          | 39   | 2    |
| 2003-04      | PSG                | リーグ1          | 33     | 2      | 0            | 0            | 0        | 0        | 0          | 0          | 33   | 2    |
| イングランド | イングランド       | イングランド     | リーグ | リーグ | FAカップ     | FAカップ     | FLカップ | FLカップ | ヨーロッパ | ヨーロッパ | 通算 | 通算 |
| 2004-05      | マンチェスター・U  | プレミアリーグ   | 26     | 1      | 4            | 0            | 2        | 0        | 7          | 0          | 39   | 1    |
| 2005-06      | マンチェスター・U  | プレミアリーグ   | 4      | 0      | 0            | 0            | 0        | 0        | 2          | 2          | 6    | 2    |
| 2006-07      | マンチェスター・U  | プレミアリーグ   | 22     | 0      | 6            | 1            | 2        | 0        | 8          | 0          | 38   | 1    |
| スペイン     | スペイン           | スペイン         | リーグ | リーグ | 国王杯       | 国王杯       | リーグ杯 | リーグ杯 | ヨーロッパ | ヨーロッパ | 通算 | 通算 |
| 2007-08      | レアル・マドリード | プリメーラ       | 20     | 1      | 2            | 0            | 0        | 0        | 4          | 0          | 26   | 1    |
| 2008-09      | レアル・マドリード | プリメーラ       | 24     | 2      | 1            | 0            | 0        | 0        | 7          | 0          | 32   | 2    |
| フランス     | フランス           | フランス         | リーグ | リーグ | フランス杯   | フランス杯   | リーグ杯 | リーグ杯 | ヨーロッパ | ヨーロッパ | 通算 | 通算 |
| 2009-10      | マルセイユ         | リーグ1          | 27     | 4      | 0            | 0            | 2        | 0        | 7          | 2          | 36   | 6    |
| 2010-11      | マルセイユ         | リーグ1          | 31     | 3      | 0            | 0            | 0        | 0        | 8          | 1          | 39   | 4    |
| イタリア     | イタリア           | イタリア         | リーグ | リーグ | イタリア杯   | イタリア杯   | リーグ杯 | リーグ杯 | ヨーロッパ | ヨーロッパ | 通算 | 通算 |
| 2011-12      | ローマ             | セリエA          | 30     | 0      | 2            | 0            | 0        | 0        | 0          | 0          | 32   | 0    |
| 通算         | アルゼンチン       | アルゼンチン     | 8      | 0      | 0            | 0            | 0        | 0        | 0          | 0          | 8    | 0    |
| 通算         | スペイン           | スペイン         | 98     | 4      | 3            | 0            | 0        | 0        | 11         | 0          | 112  | 4    |
| 通算         | ポルトガル         | ポルトガル       | 5      | 1      | 1            | 0            | 0        | 0        | 0          | 0          | 6    | 1    |
| 通算         | フランス           | フランス         | 157    | 11     | 0            | 0            | 2        | 0        | 21         | 3          | 180  | 14   |
| 通算         | イングランド       | イングランド     | 52     | 1      | 10           | 1            | 4        | 0        | 17         | 2          | 83   | 4    |
| 通算         | イタリア           | イタリア         | 30     | 0      | 2            | 0            | 0        | 0        | 0          | 0          | 32   | 0    |
| 総通算       | 総通算             | 総通算           | 350    | 17     | 16           | 1            | 6        | 0        | 49         | 5          | 421  | 23   |

## 代表歴

### 出場大会
- アルゼンチン代表
  - 2006 FIFAワールドカップ
  - 2010 FIFAワールドカップ

### 試合数
- 国際Aマッチ 72試合 3得点（2003年-2010年）[31]

| アルゼンチン代表 | 国際Aマッチ | 国際Aマッチ |
| 年               | 出場        | 得点        |
| ---------------- | ----------- | ----------- |
| 2003             | 4           | 0           |
| 2004             | 14          | 0           |
| 2005             | 10          | 1           |
| 2006             | 5           | 0           |
| 2007             | 9           | 1           |
| 2008             | 9           | 0           |
| 2009             | 11          | 0           |
| 2010             | 10          | 1           |
| 通算             | 72          | 3           |

### 得点
| # | 開催日        | 開催地                                             | 対戦国       | スコア | 結果 | 大会                    |
| - | ------------- | -------------------------------------------------- | ------------ | ------ | ---- | ----------------------- |
| 1 | 2005年8月17日 | プシュカーシュ・フェレンツ、ブダペスト             | ハンガリー   | 2-1    | 2-1  | 親善試合                |
| 2 | 2007年7月11日 | ポリデポルティーボ・カチャマイ、プエルト・オルダス | メキシコ     | 1-0    | 3-0  | コパ・アメリカ2007      |
| 3 | 2010年6月12日 | エリス・パーク、ヨハネスブルグ                     | ナイジェリア | 1-0    | 1-0  | 2010 FIFAワールドカップ |

## タイトル

### クラブ
PSG
- クープ・ドゥ・フランス : 2003-04

マンチェスター・U
- プレミアリーグ : 2006-07

レアル・マドリード
- リーガ・エスパニョーラ : 2007-08
- スーペルコパ・デ・エスパーニャ : 2008

マルセイユ
- リーグ・アン : 2009-10
- クープ・ドゥ・ラ・リーグ : 2009-10, 2010-11

### 代表
オリンピックアルゼンチン代表
- オリンピックサッカー : 2004

### 個人
- サー・マット・バスビー年間最優秀選手賞 : 2004-05